# Жалпактал
Жалпактал (каз. Жалпақтал, до 1993 г. — Фурманово) — село в Казталовском районе Западно-Казахстанской области, на реке Большой Узень. Административный центр Жалпакталского сельского округа. Находится примерно в 57 км к востоку от села Казталовка.

## История
Станица Сламихинская входила во 2-й Лбищенский военный отдел Уральского казачьего войска. 
К началу XX века станица представляла собой богатое и людное селение. В ней проживало около 2,5 тыс. жителей, было две школы, церковь, телеграфное отделение и много лавок. Сламихинская была одним из центров торговли скотом, который вывозился на рынки Европейской части России. Ежегодно в сентябре в станице проводилась большая ярмарка, оборот которой составлял до 600 тыс. рублей.
11 марта 1936 года село Сламихино было переименовано в Фурманово, а Сламихинский район Западно-Казахстанской области — в Фурмановский район.

## Климат
Климат резко континентальный. В течение всего года дуют сильные ветры, летом часты суховеи, зимой — бураны. Жалпакталу принадлежит самая значительная месячная отрицательная аномалия на ЕТСНГ: февраль 1954 года здесь оказался холоднее нормы на 15.5°.

## Население
В 1999 году население села составляло 5242 человека (2631 мужчина и 2611 женщин). По данным переписи 2009 года в селе проживали 4562 человека (2271 мужчина и 2291 женщина).

## Достопримечательности
На территории посёлка находится самая высокая в области телевизионная башня высотой в 210 метров.

## Известные жители и уроженцы
- Абдушев, Карипулла Шуаншалиевич (род. 1939) — Герой Социалистического Труда;
- Акимов, Рамозан Акимович (1881—1971) — Герой Социалистического Труда;
- Мыканова, Кайша (1907—1980) — Герой Социалистического Труда;
- Молдашев, Болат Гинаятович (1935 —2004) — казахский государственный деятель, директор Уральского приростроительного завода  "Омега" с 1977 по 1991 гг.